# Aggsbach
Aggsbach è un comune austriaco di 660 abitanti nel distretto di Krems-Land, in Bassa Austria; ha lo status di comune mercato (Marktgemeinde). Nella sua frazione Willendorf in der Wachau è stata rinvenuta la celebre statuetta paleolitica Venere di Willendorf.